# Deutsche Schlager-Festspiele

Logo, das 1962 bis 1965 verwendet wurde

Die Deutschen Schlager-Festspiele waren ein vom Südwestfunk veranstalteter Musikwettbewerb für Schlager, der von 1961 bis 1966 in Baden-Baden veranstaltet wurde.

## Geschichte
Unter der Leitung von Radio Luxemburg, dem heutigen RTL, wurde in den Jahren 1959, 1960 und 1961 in Wiesbaden eine ähnliche Veranstaltung mit dem Namen Deutsches Schlager-Festival ausgetragen. Vorbild der Veranstaltung war das in Italien seit 1950 stattfindende Festival di Sanremo.
Das Schlager-Festival wurde 1961 durch die vom SWF veranstalteten Schlager-Festspiele abgelöst. Die Deutschen Schlager-Festspiele Baden-Baden wurden bis 1966 jährlich im Kurhaus Baden-Baden durchgeführt, wobei die Deutschen Schlager-Festspiele 1962 mit der Vorentscheidung zum Grand Prix Eurovision de la Chanson Européenne 1962 identisch waren. Für den Wettbewerb wurden 1961 über 700 Titel eingereicht. 1962 waren es über 200 und 1966 über 400 Titel. Eine Jury wählte die geeigneten Titel aus, aus denen mit Vorrunden und einem Finale der Sieger erkoren wurde. Alle Ausscheidungen wurden im deutschen Fernsehen übertragen.
Von 1968 bis 1970 und 1973 gab es weitere Veranstaltungen unter der Bezeichnung Deutscher Schlager-Wettbewerb. Danach wurden zunächst keine weiteren Schlagerwettbewerbe durchgeführt.
1994 wurde versucht, die Deutschen Schlager-Festspiele neu zu beleben. Das Echo nach der ersten Veranstaltung war jedoch verhalten, so dass es erst 1997 eine weitere Veranstaltung dieser Art gab, die dann in den Jahren 1998 und 1999 fortgesetzt wurden. Danach wurde dieser Wettbewerb eingestellt. Die Siegertrophäe bei den letzten Veranstaltungen war die „Goldene Muse“.
Daneben gab es auch eine Hoch-Zeit des Schlagerwettbewerbs in der DDR, etwa beim Deutschen Fernsehfunk (DFF) in Ost-Berlin. Der DFF strahlte 1966, genau zehn Tage vor den sechsten und seinerzeit letzten Schlager-Festspielen in Baden-Baden, die erste Ausgabe des Schlagerwettbewerbes der DDR aus und kam mit der letzten Ausstrahlung 1971 auch auf genau sechs Wettbewerbe dieser Art. Etwa gleichzeitig gab es in der DDR das Internationale Schlagerfestival der Ostseeländer in Rostock und das Internationale Schlagerfestival Dresden. Nach 1973 gab es in der Bundesrepublik Deutschland, nach 1988 in der DDR keine großen Schlagerwettbewerbe mehr.

## Siegertitel
Die Jahreszahlen verlinken zu den Artikeln der einzelnen Veranstaltungen.
| Jahr | Künstler               | Nationalität       | Titel                            |
| ---- | ---------------------- | ------------------ | -------------------------------- |
| 1961 | Orchester Alfred Hause | Deutschland        | Bailando a dos (instr.)          |
| 1962 | Cornelia Froboess      | Deutschland        | Zwei kleine Italiener            |
| 1963 | Gitte Hænning          | Dänemark           | Ich will 'nen Cowboy als Mann    |
| 1964 | Siw Malmkvist          | Schweden           | Liebeskummer lohnt sich nicht    |
| 1965 | Peggy March            | Vereinigte Staaten | Mit 17 hat man noch Träume       |
| 1966 | Wencke Myhre           | Norwegen           | Beiß nicht gleich in jeden Apfel |